# Буженинов, Степан Степанович
Степан Степанович Буженинов (Боженинов) (около 1660—после 1732) — сподвижник Петра I, волонтёр первого десятка Великого посольства, бомбардир Преображенского полка, участник Северной войны, комендант Шлиссельбургской крепости и гарнизона, бригадир.

## Биография
Степан Буженинов родился в семье служки Новодевичьего монастыря. Семья жила в селе Преображенском. Степан и его родной брат Моисей Буженинов начали службу в потешных войсках молодого царя Петра I. Степан сначала был стряпчим конюхом, а затем — потешным конюхом. Пользовался особенным благоволением государя. За свою службу неоднократно получал награды от царя: деньги и отрезы на платье. С 1687 года Степан Буженинов стал одним из первых солдат Преображенского полка, числился бомбардиром-поручиком. Князь Б. И. Куракин писал: «Многие из робят молодых, народу простаго, пришли в милость к его величеству, а особливо Буженинов, сын одного служки Новодевичья монастыря… И помянутому Буженинову был дом сделан при съезжей Преображенскаго полку, на котором доме его величество стал ночевать и тем первое разлучение с царицею Евдокиею началось быть».
В 1697 году в числе волонтёров первого десятка Великого посольства Степан Буженинов был отправлен на учёбу в Европу. На момент отправки за границу Степан был неграмотен. Весной 1697 года, находясь в Кёнигсберге, вместе с Петром I, волонтёрами Василием Корчминым, Данилой Новицким, Иваном Овцыным и Иваном Алексеевым (Иван Алексеевич Головин) обучался теории и практике артиллерийского дела. Затем волонтёры были направлены в Берлин для изучения немецкого языка, дальнейшего обучения «бомбардирству» и закупки артиллерийского снаряжения. Оттуда Василий Корчмин писал царю: «Мы со Стенькой Бужениновым, благодаря Богу, по 20 марта (1798 года) выучили фейерверк и всю артиллерию; нынче учим тригонометрию… Изволишь писать, чтобы я уведомил, как Степан (то есть Буженинов), не учась грамоте, геометрию выучил, и я про то не ведаю: Бог и слепцы просвещает…».
Летом 1700 года в начале Великой Северной войны сержант Преображенского полка Степан Буженинов руководил доставкой артиллерии, пороха и снарядов к Нарве, участвовал в битве при Нарве.
В 1701 году числился бомбардиром второй статьи Преображенского полка и одним из шести сержантов бомбардирской роты. В сентябре 1703 года преображенцы Буженинов, Сергей Бухвостов, Василий Корчмин, Ермолай Скворцов и другие приближённые царя повели корабли, которые были построены на Олонецкой и Сясьской верфях со Свири на Неву. Степан Буженинов был старшим на 8-пушечном буере (флейте) «Вельском». Осенью 1705 года сержант Степан Буженинов был послан Петром I в Митаву для доставки оттуда 37 пушек в Гродно для действующей армии. 

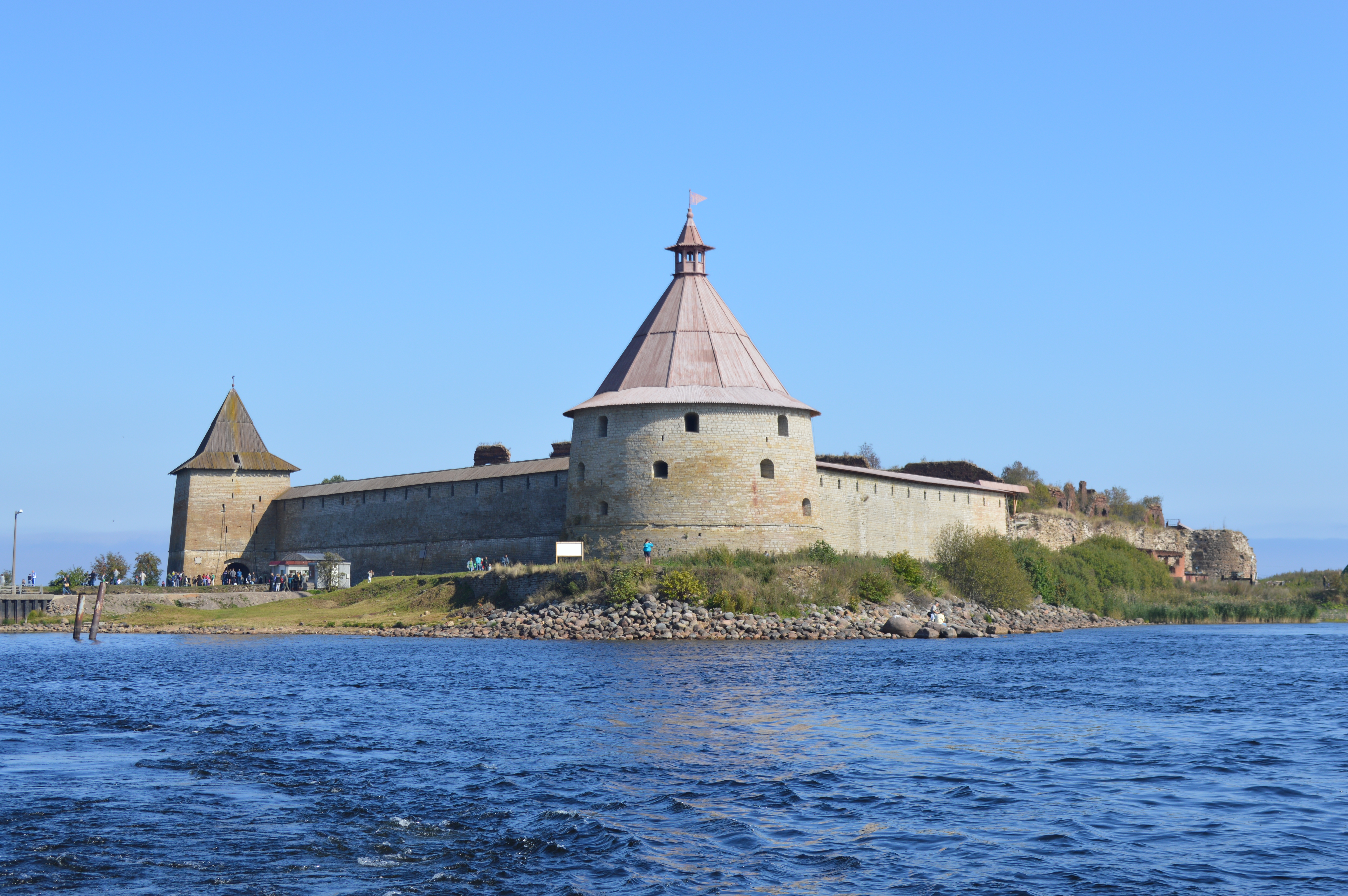
Шлиссельбургская крепость

Буженинов был в дружеских отношениях с князем А. Д. Меньшиковым и неоднократно приглашался к нему на обед. С конца 1710-х годов подполковник Буженинов являлся комендантом Шлиссельбургской крепости и гарнизона. В октябре 1720 года царь Пётр посетил Шлиссельбург и дом Буженинова. В 1725 году Буженинов был произведён в полковники. В том же году он подал прошение в Синод о постройке в городе Благовещенского собора, на месте старой церкви Благовещения Пресвятой Богородицы, которая имелась в Шлиссельбурге и за ветхостью была разломана.
В марте 1725 года в Шлиссельбургскую крепость была заключена первая жена Петра — Евдокия, которая находилась там под именем старицы Елены. 1 августа 1727 года коменданту крепости бригадиру Степану Буженинову была выдана инструкция о переводе старицы Елены из Шлиссельбурга в Москву со ссылкой «на требование и желание её» быть в Новодевичьем монастыре. В сентябре 1725 года комендант Степан Буженинов принимал в крепости молодой двор цесаревны Анны Петровны, недавно вступившей в брак с гольштейн-готторпским герцогом Карлом Фридрихом.
Степан Буженинов, пожалованный 18 мая 1727 года в бригадиры, исполнял обязанности коменданта Шлиссельбургской крепости до 25 апреля 1732 года, после чего ушёл в отставку.

## Семья
- Жена — Дарья Ивановна (родилась около 1686 года). В 1749 году, после смерти мужа, поступила в монастырь, 17 ноября 1761 года была пострижена в монашество с именем Есфирь[18].

В семье было три сына: Михаил (умер в 1739 году); Филипп — капитан (умер в 1751 году); Николай — майор артиллерии. Семья имела дом в Москве и село Шигаево в Темниковском уезде.
- Брат — Моисей — из потешных, провиантмейстер и сержант Преображенского полка, руководил в 1688—1689 годах строительством Ново-Преображенского (Нагорного) дворца Петра I на Генеральной улице Солдатской слободы, чуть выше впадения в Яузу малой реки Хапиловки[19][20].

## Память
В XVIII веке в Преображенском одна из улиц получила название улица Буженинова. Есть две версии происхождения названия: в честь бомбардира Степана Буженинова или его родного брата Моисея, который строил новый Преображенский дворец.